# Heliosciurus
A Heliosciurus az emlősök (Mammalia) osztályának a rágcsálók (Rodentia) rendjébe, ezen belül a mókusfélék (Sciuridae) családjába tartozó nem.

## Rendszerezés
A nembe az alábbi 6 faj tartozik:
- Heliosciurus gambianus Ogilby, 1835 - típusfaj
- Heliosciurus mutabilis Peters, 1852
- Heliosciurus punctatus Temminck, 1853
- Heliosciurus rufobrachium Waterhouse, 1842
- Heliosciurus ruwenzorii Schwann, 1904
- Heliosciurus undulatus True, 1892